# Limonia erugata
Limonia erugata är en tvåvingeart som beskrevs av Alexander 1978. Limonia erugata ingår i släktet Limonia och familjen småharkrankar. Inga underarter finns listade i Catalogue of Life.